# Arend Akelig
Arend Akelig is een fictieve schurk uit de Disney-verhalen.
Hij verscheen voor het eerst in de Amerikaanse versie van het tijdschrift Donald Duck onder de naam Emil Eagle. Hier was hij een rivaal van de uitvinder Willie Wortel. Later werd hij overgenomen in de Mickey Mouse-serie als een van de vijanden van Mickey en diens vrienden, voornamelijk Super Goof.
Arend heeft een hoop narigheid uitgehaald, en een hoop problemen bezorgd voor onder meer Mickey Mouse, Super Goof, Donald Duck, Dagobert Duck, Willie Wortel. Zo nu en dan werkt hij samen met Boris Boef, De Zware Jongens, Madam Mikmak of andere slechteriken in de Mickey Mouse- of Donald Duck-serie.